# Olympische Sommerspiele 2024/Leichtathletik – 800 m (Männer)
Der 800-Meter-Lauf der Männer bei den Olympischen Spielen 2024 in Paris fand vom 7. August 2024 bis zum 10. August 2024 im Stade de France statt.

## Aktuelle Titelträger
| Olympiasieger                        | Emmanuel Korir ( Kenia)           | 1:45,06 min | Tokio 2020     |
| Weltmeister                          | Marco Arop ( Kanada)              | 1:44,24 min | Budapest 2023  |
| Europameister                        | Gabriel Tual ( Frankreich)        | 1:44,87 min | Rom 2024       |
| Nord-/Zentralamerika-/Karibikmeister | Jonah Koech ( Vereinigte Staaten) | 1:45,87 min | Freeport 2022  |
| Südamerikameister                    | Eduardo Ribeiro ( Brasilien)      | 1:47,12 min | São Paulo 2023 |
| Asienmeister                         | Abubaker Haydar Abdalla ( Katar)  | 1:45,53 min | Bangkok 2023   |
| Afrikameister                        | Alex Ngeno Kipngetich ( Kenia)    | 1:45,02 min | Douala 2024    |
| Ozeanienmeister                      | Peyton Craig ( Australien)        | 1:46,33 min | Suva 2024      |

## Rekorde

### Bestehende Rekorde
| Weltrekord         | David Rudisha ( Kenia) | 1:40,91 min | Finale London, Großbritannien | 9. August 2012 |
| Olympischer Rekord | David Rudisha ( Kenia) | 1:40,91 min | Finale London, Großbritannien | 9. August 2012 |

### Rekordverbesserungen
Es wurden während des Wettkampfes ein neuer Kontinentalrekord sowie drei neue Nationalrekorde aufgestellt.
- Kontinentalrekord:
  - 1:41,20 min (Amerikarekord) – Marco Arop (Kanada), Finale am 10. August 2024
- Nationalrekorde:
  - 1:49,91 min – Jerwand Mkrttschjan (Armenien), Vorlauf 3 am 7. August 2024
  - 1:46,81 min – Dennick Luke (Dominica), Hoffnungslauf 1 am 8. August 2024
  - 1:41,67 min – Bryce Hoppel (Vereinigte Staaten), Finale am 10. August 2024

## Vorläufe
7. August 2024, 11:55 Uhr
Für das Halbfinale qualifizierten sich die ersten drei Athleten aller sechs Vorläufe. Alle restlichen Athleten mit gültigen Leistungen (nicht DSQ, DNF oder DNS) qualifizierten sich für die Hoffnungsrunde.

### Vorlauf 1
| Rang | Athlet                  | Nation                         | Zeit (min) | Anmerkung |
| ---- | ----------------------- | ------------------------------ | ---------- | --------- |
| 1    | Eliott Crestan          | Belgien                        | 1:45,51    | Q         |
| 2    | Marco Arop              | Kanada                         | 1:45,74    | Q         |
| 3    | Peyton Craig            | Australien                     | 1:45,81    | Q         |
| 4    | Handal Roban            | St. Vincent und die Grenadinen | 1:46,00    | Re        |
| 5    | Abdelati el-Guesse      | Marokko                        | 1:46,91    | Re        |
| 6    | Tumo Nkape              | Botswana                       | 1:46,99    | Re        |
| 7    | Abubaker Haydar Abdalla | Katar                          | 1:48,42    | Re        |
| 8    | James Preston           | Neuseeland                     | 1:48,50    | Re        |
| 9    | Abraham Guem            | Südsudan                       | 1:48,74    | Re, PB    |

### Vorlauf 2
| Rang | Athlet              | Nation     | Zeit (min) | Anmerkung |
| ---- | ------------------- | ---------- | ---------- | --------- |
| 1    | Gabriel Tual        | Frankreich | 1:45,13    | Q         |
| 2    | Mark English        | Irland     | 1:45,15    | Q         |
| 3    | Tshepiso Masalela   | Botswana   | 1:45,58    | Q         |
| 4    | Jakub Dudycha       | Tschechien | 1:45,62    | Re        |
| 5    | Koitatoi Kidali     | Kenia      | 1:45,84    | Re        |
| 6    | Edose Ibadin        | Nigeria    | 1:46,56    | Re        |
| 7    | Mohamed Ali Gouaned | Algerien   | 1:47,34    | Re        |
| 8    | Ali Idow Hassan     | Somalia    | 1:48,72    | Re        |
| 9    | Mohammed Dwedar     | Palästina  | 1:54,83    | Re        |

### Vorlauf 3
| Rang | Athlet              | Nation             | Zeit (min) | Anmerkung |
| ---- | ------------------- | ------------------ | ---------- | --------- |
| 1    | Emmanuel Wanyonyi   | Kenia              | 1:44,64    | Q         |
| 2    | Catalin Tecuceanu   | Italien            | 1:44,80    | Q         |
| 3    | Andreas Kramer      | Schweden           | 1:44,93    | Q         |
| 4    | Adrián Ben          | Spanien            | 1:45,03    | Re        |
| 5    | Ryan Clarke         | Niederlande        | 1:45,56    | Re        |
| 6    | Joseph Deng         | Australien         | 1:45,87    | Re, SB    |
| 7    | Tibo De Smet        | Belgien            | 1:46,03    | Re        |
| 8    | Brandon Miller      | Vereinigte Staaten | 1:46,34    | Re        |
| 9    | Jerwand Mkrttschjan | Armenien           | 1:49,91    | Re, NR    |

### Vorlauf 4
| Rang | Athlet           | Nation               | Zeit (min) | Anmerkung |
| ---- | ---------------- | -------------------- | ---------- | --------- |
| 1    | Djamel Sedjati   | Algerien             | 1:45,84    | Q         |
| 2    | Elliot Giles     | Großbritannien       | 1:45,93    | Q         |
| 3    | Hobbs Kessler    | Vereinigte Staaten   | 1:46,15    | Q         |
| 4    | Simone Barontini | Italien              | 1:46,33    | Re        |
| 5    | Josué Canales    | Spanien              | 1:46,48    | Re        |
| 6    | Pieter Sisk      | Belgien              | 1:46,60    | Re        |
| 7    | Peter Bol        | Australien           | 1:47,50    | Re        |
| 8    | Dennick Luke     | Dominica             | 1:47,54    | Re        |
| 9    | Musa Suliman     | Refugee Olympic Team | 1:49,61    | Re        |

### Vorlauf 5
| Rang | Athlet             | Nation         | Zeit (min) | Anmerkung |
| ---- | ------------------ | -------------- | ---------- | --------- |
| 1    | Ben Pattison       | Großbritannien | 1:45,56    | Q         |
| 2    | Edmund du Plessis  | Südafrika      | 1:45,73    | Q         |
| 3    | Wyclife Kinyamal   | Kenia          | 1:45,86    | Q         |
| 4    | Benjamin Robert    | Frankreich     | 1:45,92    | Re        |
| 5    | Navasky Anderson   | Jamaika        | 1:46,82    | Re        |
| 6    | Tobias Grønstad    | Norwegen       | 1:46,85    | Re        |
| 7    | Mateusz Borkowski  | Polen          | 1:47,50    | Re        |
| 8    | José Antonio Maita | Venezuela      | 1:48,02    | Re        |
| 9    | Chhun Bunthorn     | Kambodscha     | 1:53,31    | Re, SB    |

### Vorlauf 6
| Rang | Athlet               | Nation             | Zeit (min) | Anmerkung |
| ---- | -------------------- | ------------------ | ---------- | --------- |
| 1    | Mohamed Attaoui      | Spanien            | 1:44,81    | Q         |
| 2    | Bryce Hoppel         | Vereinigte Staaten | 1:45,24    | Q         |
| 3    | Max Burgin           | Großbritannien     | 1:45,36    | Q         |
| 4    | Corentin Le Clezio   | Frankreich         | 1:45,42    | Re        |
| 5    | Jesús Tonatiú López  | Mexiko             | 1:45,82    | Re        |
| 6    | Tom Dradriga         | Uganda             | 1:46,05    | Re        |
| 7    | Kethobogile Haingura | Botswana           | 1:46,46    | Re        |
| 8    | Slimane Moula        | Algerien           | 1:46,71    | Re        |

## Hoffnungsrunde
8. August 2024, 12:00 Uhr
Für das Halbfinale qualifizierten sich die erstplatzierten Athleten aller vier Hoffnungsläufe sowie die Athleten mit den zwei schnellsten restlichen Zeiten.

### Hoffnungslauf 1
| Rang | Athlet               | Nation     | Zeit (min) | Anmerkung |
| ---- | -------------------- | ---------- | ---------- | --------- |
| 1    | Kethobogile Haingura | Botswana   | 1:45,52    | Q         |
| 2    | Slimane Moula        | Algerien   | 1:45,67    |           |
| 3    | Corentin Le Clezio   | Frankreich | 1:45,72    |           |
| 4    | Peter Bol            | Australien | 1:46,12    |           |
| 5    | Tom Dradriga         | Uganda     | 1:46,15    |           |
| 6    | Dennick Luke         | Dominica   | 1:46,81    | NR        |
| 7    | Edose Ibadin         | Nigeria    | 1:49,09    |           |
| 8    | Chhun Bunthorn       | Kambodscha | 1:53,42    |           |
|      | Abdelati el-Guesse   | Marokko    | DNS        |           |

### Hoffnungslauf 2
| Rang | Athlet              | Nation                         | Zeit (min) | Anmerkung |
| ---- | ------------------- | ------------------------------ | ---------- | --------- |
| 1    | Jesús Tonatiú López | Mexiko                         | 1:45,13    | Q         |
| 2    | Adrián Ben          | Spanien                        | 1:45,37    |           |
| 3    | Pieter Sisk         | Belgien                        | 1:45,49    |           |
| 4    | Handal Roban        | St. Vincent und die Grenadinen | 1:45,80    |           |
| 5    | Navasky Anderson    | Jamaika                        | 1:46,01    |           |
| 6    | Koitatoi Kidali     | Kenia                          | 1:46,37    |           |
| 7    | Jakub Dudycha       | Tschechien                     | 1:49,94    |           |
| 8    | Jerwand Mkrttschjan | Armenien                       | 1:50,07    |           |
| 9    | Musa Suliman        | Refugee Olympic Team           | 1:50,11    |           |

### Hoffnungslauf 3
| Rang | Athlet                  | Nation     | Zeit (min) | Anmerkung |
| ---- | ----------------------- | ---------- | ---------- | --------- |
| 1    | Simone Barontini        | Italien    | 1:45,56    | Q         |
| 2    | Benjamin Robert         | Frankreich | 1:45,83    |           |
| 3    | José Antonio Maita      | Venezuela  | 1:46,44    |           |
| 4    | Tibo De Smet            | Belgien    | 1:46,59    |           |
| 5    | Joseph Deng             | Australien | 1:48,58    |           |
| 6    | James Preston           | Neuseeland | 1:50,53    |           |
|      | Abubaker Haydar Abdalla | Katar      | DNS        |           |
|      | Ali Idow Hassan         | Somalia    | DNS        |           |

### Hoffnungslauf 4
| Rang | Athlet              | Nation             | Zeit (min) | Anmerkung |
| ---- | ------------------- | ------------------ | ---------- | --------- |
| 1    | Brandon Miller      | Vereinigte Staaten | 1:44,21    | Q         |
| 2    | Mohamed Ali Gouaned | Algerien           | 1:44,37    | q, =PB    |
| 3    | Tobias Grønstad     | Norwegen           | 1:44,57    | q, PB     |
| 4    | Josué Canales       | Spanien            | 1:44,65    |           |
| 5    | Ryan Clarke         | Niederlande        | 1:44,70    | PB        |
| 6    | Mateusz Borkowski   | Polen              | 1:45,27    | SB        |
| 7    | Tumo Nkape          | Botswana           | 1:45,57    |           |
| 8    | Abraham Guem        | Südsudan           | 1:49,45    |           |
| 9    | Mohammed Dwedar     | Palästina          | 1:54,83    |           |

## Halbfinale
9. August 2024, 11:30 Uhr
Für das Finale qualifizierten sich die ersten zwei Athleten der drei Läufe sowie die Athleten mit den zwei schnellsten restlichen Zeiten.

### Lauf 1
| Rang | Athlet              | Nation             | Zeit (min) | Anmerkung |
| ---- | ------------------- | ------------------ | ---------- | --------- |
| 1    | Djamel Sedjati      | Algerien           | 1:45,08    | Q         |
| 2    | Tshepiso Masalela   | Botswana           | 1:45,33    | Q         |
| 3    | Catalin Tecuceanu   | Italien            | 1:45,38    |           |
| 4    | Ben Pattison        | Großbritannien     | 1:45,57    |           |
| 5    | Brandon Miller      | Vereinigte Staaten | 1:45,79    |           |
| 6    | Mark English        | Irland             | 1:45,97    |           |
| 7    | Andreas Kramer      | Schweden           | 1:46,52    |           |
| 8    | Jesús Tonatiú López | Mexiko             | 1:50,38    |           |

### Lauf 2
| Rang | Athlet              | Nation             | Zeit (min) | Anmerkung |
| ---- | ------------------- | ------------------ | ---------- | --------- |
| 1    | Marco Arop          | Kanada             | 1:45,05    | Q         |
| 2    | Gabriel Tual        | Frankreich         | 1:45,16    | Q         |
| 3    | Wyclife Kinyamal    | Kenia              | 1:45,29    |           |
| 4    | Edmund du Plessis   | Südafrika          | 1:45,34    |           |
| 5    | Elliot Giles        | Großbritannien     | 1:45,46    |           |
| 6    | Hobbs Kessler       | Vereinigte Staaten | 1:46,20    |           |
| 7    | Tobias Grønstad     | Norwegen           | 1:46,37    |           |
| 8    | Mohamed Ali Gouaned | Algerien           | 1:46,52    |           |

### Lauf 3
| Rang | Athlet               | Nation             | Zeit (min) | Anmerkung |
| ---- | -------------------- | ------------------ | ---------- | --------- |
| 1    | Emmanuel Wanyonyi    | Kenia              | 1:43,32    | Q         |
| 2    | Bryce Hoppel         | Vereinigte Staaten | 1:43,41    | Q         |
| 3    | Max Burgin           | Großbritannien     | 1:43,50    | q, PB     |
| 4    | Mohamed Attaoui      | Spanien            | 1:43,69    | q         |
| 5    | Eliott Crestan       | Belgien            | 1:43,72    |           |
| 6    | Peyton Craig         | Australien         | 1:44,11    | PB        |
| 7    | Kethobogile Haingura | Botswana           | 1:44,95    |           |
| 8    | Simone Barontini     | Italien            | 1:46,17    |           |

## Finale
10. August 2024, 19:15 Uhr
| Rang | Athlet            | Nation             | Zeit (min) | Anmerkung |
| ---- | ----------------- | ------------------ | ---------- | --------- |
| 1    | Emmanuel Wanyonyi | Kenia              | 1:41,19    | PB        |
| 2    | Marco Arop        | Kanada             | 1:41,20    | AM        |
| 3    | Djamel Sedjati    | Algerien           | 1:41,50    |           |
| 4    | Bryce Hoppel      | Vereinigte Staaten | 1:41,67    | NR        |
| 5    | Mohamed Attaoui   | Spanien            | 1:42,08    |           |
| 6    | Gabriel Tual      | Frankreich         | 1:42,14    |           |
| 7    | Tshepiso Masalela | Botswana           | 1:42,82    | PB        |
| 8    | Max Burgin        | Großbritannien     | 1:43,84    |           |